# Fusillade

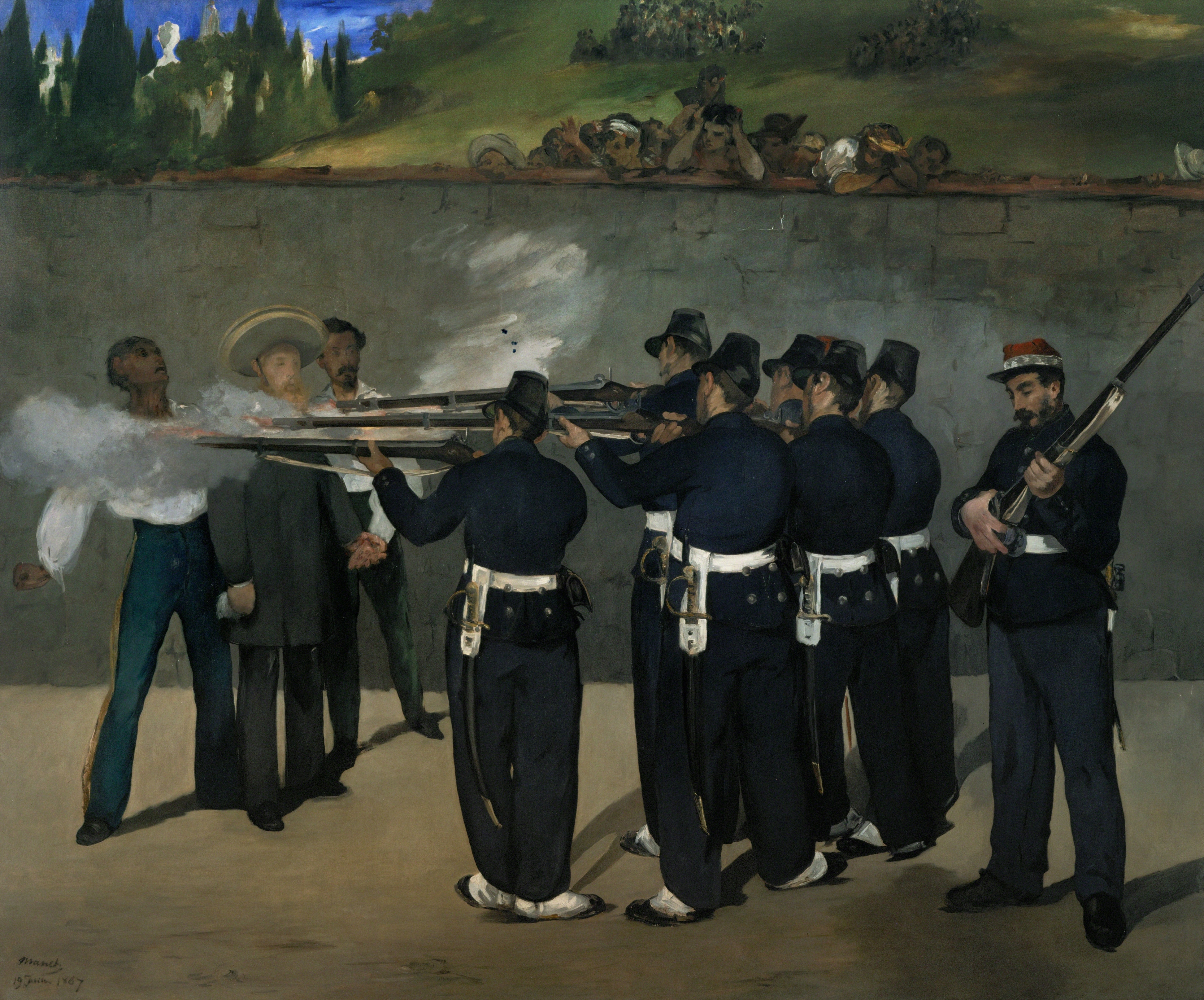
De fusillade van Maximiliaan van Mexico, in 1867, geschilderd door Édouard Manet

Een fusillade is het voltrekken van de doodstraf waarbij de uitvoering geschiedt met een vuurwapen. De methode is vooral bekend uit oorlogstijden, onder meer als straf voor spionnen. 
Fusillade met een vuurpeloton geldt over het algemeen als een vrij eervolle manier om de doodstraf te voltrekken, met name wanneer de geëxecuteerde een blinddoek weigerde en het hem toegestaan werd zelf het bevel tot vuren te geven. Minder eervolle manieren om iemand te fusilleren was een fusillade in de rug, een nekschot, een kopschot, of een machinegeweer. 

## Vuurpeloton
Een vuurpeloton is een groep mensen (meestal aangewezen soldaten) die tegelijkertijd op commando op een ter dood veroordeelde schieten om die te doden.
Soms wordt een van de geweren met een patroon zonder kogel  geladen. Dit heeft zowel een juridische als een psychologische reden. Juridisch is het moeilijk een lid van een vuurpeloton te vervolgen omdat dit lid zich kan verweren met het feit dat misschien juist hij met de losse flodder heeft geschoten. Een psychologische reden is dat het zo gemakkelijker zou zijn voor een lid van het vuurpeloton om naderhand te geloven dat hij niet het dodelijk schot heeft afgevuurd. 
Een ervaren schutter kan het verschil voelen tussen de terugslag van een echte kogel en een oefenpatroon, maar in de praktijk blijkt dat er een sterke psychologische druk is om geen aandacht te besteden aan de terugslag. Veel leden van een vuurpeloton blijken bovendien naderhand de terugslag als niet krachtig te hebben ervaren.

## Fusillade in verschillende landen

### Nederland

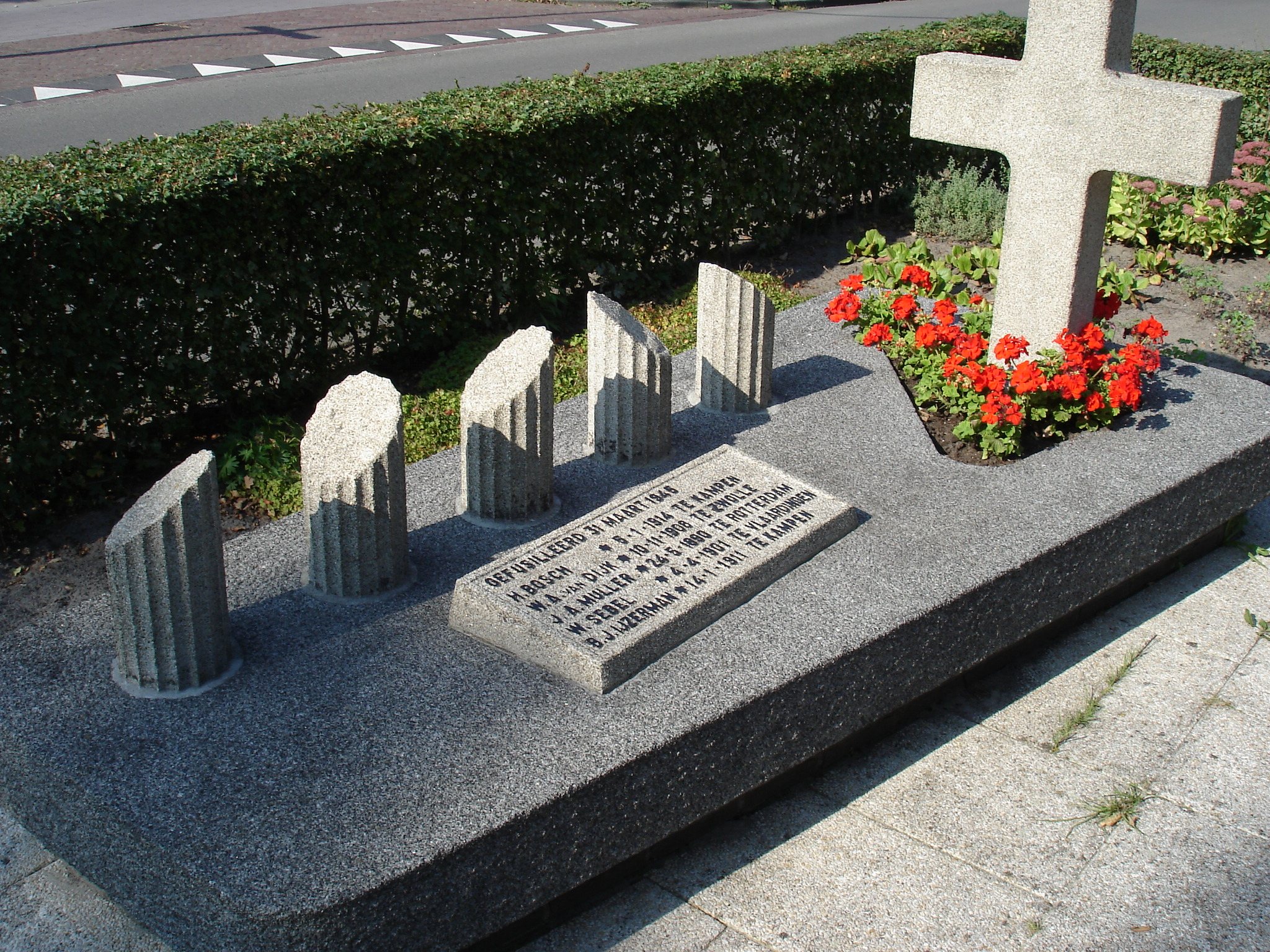
Monument in Zwolle ter nagedachtenis aan gefusilleerde verzetsmensen

De zaak Chris Meijer was in Nederland een geval waarin een persoon voor het vuurpeloton belandde met als aanklacht desertie. Nederland legde na de Tweede Wereldoorlog 154 personen een doodstraf op. Hiervan werden 39 straffen daadwerkelijk voltrokken, de laatste in 1952. Sinds 1983 kan in Nederland geen doodstraf meer worden opgelegd; in de Grondwet werd dat toen bepaald.
In de Tweede Wereldoorlog fusilleerde de Duitse bezettingsmacht in Nederland mensen van het verzet, onder andere op de Waalsdorpervlakte, 's-Gravenhage, in Kamp Amersfoort te Leusden, Snipperling (Twentol-drama) in Deventer, het Witterveld bij Assen, Overveen, Fusilladeplaats Vught en op het Weteringplantsoen in Amsterdam. Ook werden talloze burgers gefusilleerd als represaille voor verzetsdaden. Er zijn toen vermoedelijk meer dan 3000 Nederlanders gefusilleerd.
Na de Tweede Wereldoorlog werden in Nederlands-Indië door Nederlandse militairen zoals Westerling en Vermeulen duizenden standrechtelijke executies uitgevoerd op terreurzaaiende bendes, guerrillastrijders en de burgerbevolking. Het optreden in de later zogenoemde Zuid-Celebes-affaire is daarvan het bekendste.

### Verenigde Staten
In de Amerikaanse staten Oklahoma, Utah en South Carolina maakt men nog gebruik van het vuurpeloton. In Utah kan de keuze bewust gemaakt worden, in Oklahoma is dat echter alleen een optie als andere executiemiddelen niet blijken te werken. De eerste executie na de opschorting van de doodstraf tussen 1967 en 1976 vond plaats in Utah. Op 17 januari 1977 beschoten vijf mensen de terdoodveroordeelde Gary Gilmore terwijl deze op zes meter afstand zat vastgebonden op een stoel. Sinds deze executie is het vuurpeloton in Utah nog tweemaal ingezet. De ter dood veroordeelde Ronnie Lee Gardner heeft in 2010 zelf de keuze gemaakt om gedood te worden door een vuurpeloton.

### Andere landen
Ook in andere landen wordt of werd het fusilleren van veroordeelden regelmatig toegepast. In sommige landen (vooral in Zuidoost-Azië) wordt een veroordeelde doodgeschoten met een machinegeweer. In China worden veel doodvonnissen voltrokken door een enkel schot in het achterhoofd.

## Enkele personen die zijn gefusilleerd
- Chris Soumokil op 12 april 1966 in Indonesië op het Molukse eiland Obi
- Joachim Murat op 13 oktober 1815 in Pizzo, Italië
- Agustín de Iturbide op 19 juli 1824 in Tampico
- Maximiliaan van Mexico op 19 juni 1867 in Santiago de Querétaro
- Edith Cavell op 12 oktober 1915 in Brussel
- Mata Hari op 15 oktober 1917 in Vincennes
- Claus Schenk von Stauffenberg op 21 juli 1944 te Berlijn
- Benito Mussolini op 28 april 1945 nabij het Comomeer, Italië.
- Nicolae en Elena Ceaușescu op 25 december 1989 in Târgoviște, Roemenië
- Ang Kiem Soei op 18 januari 2015 in Indonesië op het eiland Nusakambangan

### Verzetsstrijders tijdens de Duitse bezetting
- Gabrielle Petit op 1 april 1916 te Schaarbeek
- Marinus Louis Bolk op 23 februari 1942 op de Waalsdorpervlakte
- Jan van Straelen op 8 augustus 1943 op de Leusderheide
- Truus van Lier op 27 oktober 1943 te Sachsenhausen
- Kees Schalker op 12 februari 1944 op de Waalsdorpervlakte
- Ko Beuzemaker op 13 januari 1944 op de Waalsdorpervlakte
- Kees Dutilh op 24 februari 1944 te Utrecht
- Wim Beerman op 6 juni 1944 in de duinen bij Overveen
- Johannes Post op 16 juli 1944 in de duinen bij Overveen
- Jan Postma op 23 juli 1944 te Vught
- Theo Dobbe op 5 september 1944 (Dolle Dinsdag) in Dieren
- Marinus Post op 17 november 1944 te Alkmaar
- Hendrik van Brenk op 17 december 1944 te Wormerveer
- Jan de Rooij op 6 januari 1945 te Amsterdam
- Walraven van Hall op 12 februari 1945 te Haarlem
- Arie den Toom op 3 april 1945 te Rotterdam
- Hannie Schaft op 17 april 1945 te Bloemendaal

### Oorlogsmisdadigers na de bezetting
- August Borms op 12 april 1946 te Etterbeek bij Brussel
- Anton Mussert op 7 mei 1946 op de Waalsdorpervlakte
- Hanns Albin Rauter op 25 maart 1949 op de Waalsdorpervlakte